# Tracya lemnae
Tracya lemnae är en svampart som först beskrevs av Setch., och fick sitt nu gällande namn av Syd. & P. Syd. 1902. Tracya lemnae ingår i släktet Tracya och familjen Doassansiaceae.   Inga underarter finns listade i Catalogue of Life.